# パーヴェル・ダツュク
パーヴェル・ワレーリエヴィチ・ダツュク (ロシア語: Па́вел Вале́рьевич Дацю́к, ラテン文字転写: Pavel Valerievich Datsyuk、1978年7月20日 - ) は ソビエト連邦生まれのロシアのプロアイスホッケー選手。 ポジションはフォワード。
トリッキーな技巧派選手として知られ、"氷上の魔術師"の異名を持つ。

## 経歴

### ロシア時代
ロシアのエカテリンブルクでアイスホッケーを始める。1996-1997年のシーズンはスパルタク（後にディナモ・エネルギヤに改称）でプレー。
1998年のNHLドラフト全体171位でデトロイト・レッドウィングスから指名されたが、すぐには契約を結ばなかった。
1999年12月、膝に重傷を負った。その後アク・バルス・カザンに移籍した。
2000-2001年のシーズンは怪我から回復し、42試合に出場して26ポイント（9ゴール17アシスト）を記録。
2001年、アク・バルスのメンバーとしてロシア選手権で準優勝。2001年4月から5月に開催された第65回アイスホッケー選手権のロシア代表にも選出された。

### レッドウィングス時代
2001年からデトロイト・レッドウィングスでプレー。2001-2002年シーズンはチームがスタンレー・カップ・ファイナルに進出し、スタンレー・カップ優勝を果たし、自身初となるスタンレー・カップ優勝を経験した。
2002年2月に開催されたソルトレークシティオリンピックの男子アイスホッケーロシア代表に選出された。同大会には6試合に出場し、1ゴール2アシストを記録し、ロシア代表の銅メダルを獲得に貢献した。
2003年4月から5月に開催された第67回アイスホッケー選手権のロシア代表にも選出された。
2003-2004年シーズンは自身初めてNHLオールスターゲームに選出された。
2004-2005年のシーズンは開幕前の8月から9月に開催された第2回ワールドカップ・オブ・ホッケーのロシア代表に選出された。同大会では4試合に出場、1ゴールを決めた。シーズンではNHLがロックアウトをしていた影響で母国ロシアに戻り、ディナモ・モスクワでプレー。47試合に出場し15ゴール17アシストを記録。クラブは2005年のロシア選手権で優勝し、2005年のプレーオフ最優秀選手となった。
2005年4月から5月に開催された第69回アイスホッケー選手権のロシア代表にも選出された。夏にはレッドウィングスと2年の契約を結び、NHLに復帰。
2005-2006年シーズンはシーズン途中の2006年2月に開催されたトリノオリンピックの男子アイスホッケーロシア代表に選出された。同大会では8試合に出場し、1ゴール7アシストを記録した。 オフには自身初めてレディー・ビング・トロフィーを受賞した。
2006-2007年シーズンは2シーズン連続2度目となるレディー・ビング・トロフィーを受賞した。2007年4月6日にレッドウィングスと7年総額4690万ドルで契約を延長した。
2007-2008年シーズンは4シーズンぶり自身2度目となるNHLオールスターゲームに選出された。最終的にチームはスタンレー・カップ・ファイナルに進出し、スタンレー・カップ優勝を果たし、自身2度目となるスタンレー・カップ優勝を経験した。
オフには3シーズン連続3度目となるレディー・ビング・トロフィー、自身初となるフランク・J・セルケトロフィーを受賞した。
2008-2009年シーズンは4シーズン連続4度目となるレディー・ビング・トロフィー、2シーズン連続2度目となるフランク・J・セルケトロフィーを受賞した。
2009-2010年シーズンはシーズン途中の2010年2月に開催されたバンクーバーオリンピックの男子アイスホッケーロシア代表に選出された。同大会では4試合に出場し、1ゴール2アシストを記録した。オフに3シーズン連続3度目となるフランク・J・セルケトロフィーを受賞した。オフの5月に開催された第74回アイスホッケー選手権のロシア代表にも選出された。

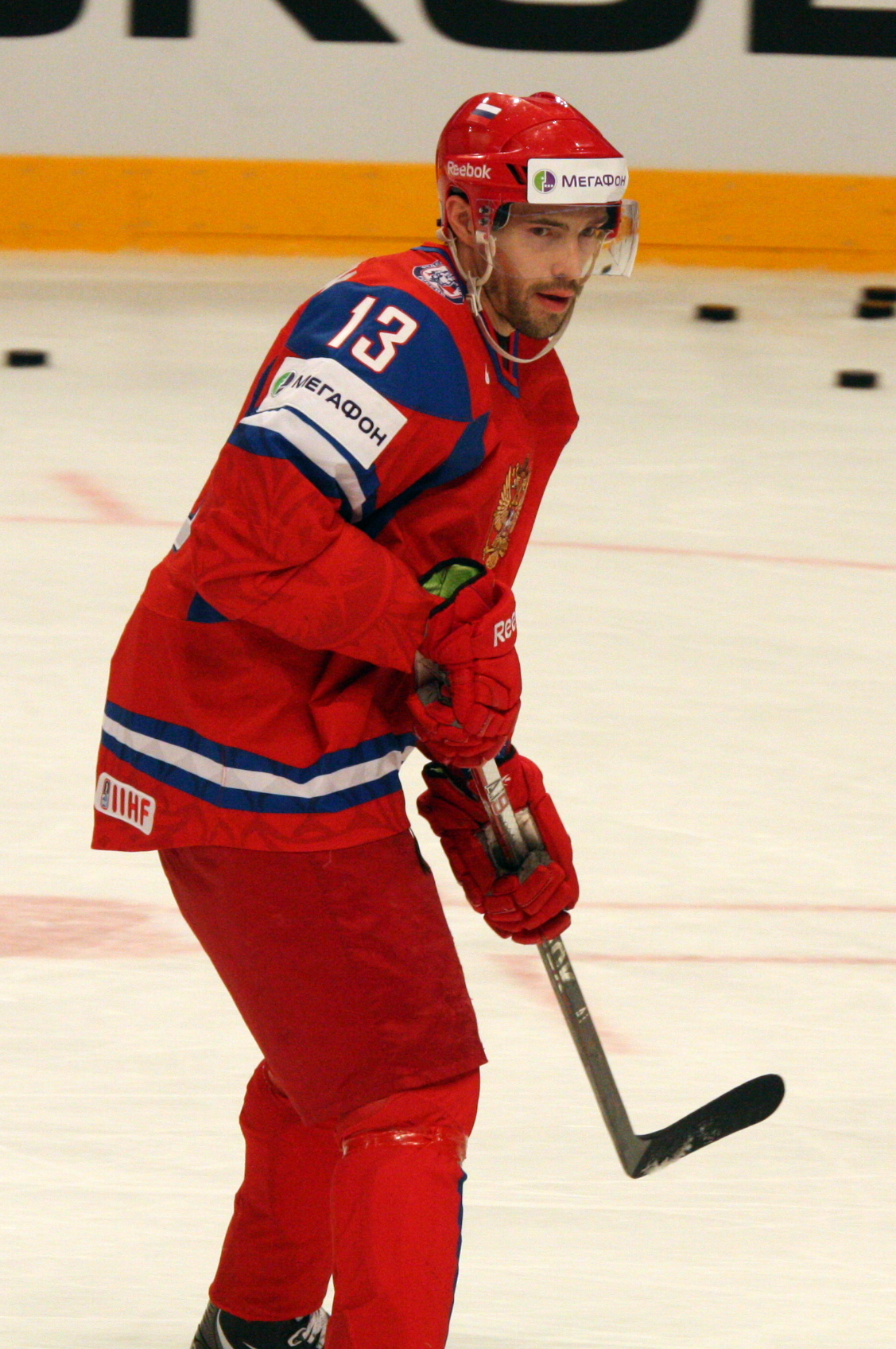
ロシア代表時
(2012年、スウェーデン)

2011-2012年シーズンは4シーズンぶり自身3度目となるNHLオールスターゲームに選出された。オフの2012年5月に開催された第76回アイスホッケー選手権のロシア代表にも選出された。同大会ではスロバキアとの決勝戦で1ゴールを決めている。
2012-2013年シーズンははロックアウトの影響で母国ロシアに戻り、KHLのCSKAモスクワと契約。31試合で36ポイントを記録した。2013年1月、KHLオールスターゲームに出場。その後、ロックアウトが終了したため、NHLに復帰した。1月29日のダラス・スターズ戦で通算1000ポイント目、NHLで通算820ポイント目となるポイントを記録した（定期試合とプレーオフの合計）。2013年6月18日にレッドウィングスとの契約を3年間延長。
2013-2014年シーズンはシーズン途中の2014年2月に開催されたソチオリンピックの男子アイスホッケーロシア代表に選出され、チームのキャプテンを務めた。同大会では5試合に出場し、2ゴール4アシストを決めたが、ロシア代表は準々決勝でフィンランドに破れて5位に終わった。
2016年5月に地元ロシアで開催された第80回アイスホッケー選手権のロシア代表にも選出された。スタンレー・カップ・プレイオフ第1ラウンドでレッドウィングスがタンパベイ・ライトニングに敗れたため、大会開始前からロシア代表に合流した。当時37歳でロシア代表最年長だったがチームのキャプテンを務め、ガガーリン・カップで優勝した直後の35歳のベテランであるメタルルグ・マグニトゴルスク所属のセルゲイ・モジャーキンとラインを組んだ。予選から3位決定戦まで10試合すべてに出場し、1ゴール10アシストを記録した。6月19日にレッドウィングスとの契約を1年残したまま退団を発表した。ロシアに住む娘の近くで暮らしたいという彼のコメントが伝えられている。14シーズンをレッドウィングスでプレーした。14シーズンの間にNHLのレギュラーシーズン通算953試合に出場し、918ポイント（314ゴール、604アシスト）を記録。プレーオフでは157試合に出場し、113ポイント（42ゴール、71アシスト）を記録した。

### サンクトペテルブルク時代
2016年7月11日にKHLのSKAサンクトペテルブルクが獲得を発表した。背番号は13になった 。
2016-2017年シーズンからキャプテンを務めていた。
2017-2018年シーズンはシーズン途中の2018年2月に開催された平昌オリンピックのアイスホッケーロシアからのオリンピック選手(OAR)代表として選出された。
4月17日に1年契約で契約を延長した。
2018-2019年シーズンオフにFAとなった。

### エカテリンブルグ時代
2019年6月5日に地元のアフトモビリスト・エカテリンブルグと1年契約を結んだ
2020年7月10日に1年契約で契約を延長した。

## 人物
背番号は、ロシア代表でも所属クラブにおいても、不吉な数字として欧米では忌避される13である。　アク・バルス・カザン所属していた1999-2000年シーズンに自ら希望して13番を選択しており、それ以降所属が変わっても13番を選ぶようになった。ダツュク自身は13という数字に関する迷信が皆無で背番号13を気に入っており、「たぶん強力な数字なんだろう、だから恐れる人もいる。迷信が過ぎると自信を無くすよ」と述べている。
ロシア正教会の信者である。

## 詳細情報

### レギュラーシーズンとプレーオフでの成績
|                                |                                |                                |     | 定期試合 | 定期試合 | 定期試合 | 定期試合 | 定期試合 |    | プレーオフ | プレーオフ | プレーオフ | プレーオフ | プレーオフ |
| シーズン                       | チーム                         | リーグ                         | GP  | G        | A        | Pts      | PIM      | GP       | G  | A          | Pts        | PIM        |            |            |
| ------------------------------ | ------------------------------ | ------------------------------ | --- | -------- | -------- | -------- | -------- | -------- | -- | ---------- | ---------- | ---------- | ---------- | ---------- |
| 1996–97                        | スパルタク・エカテリンブルク   | RSL                            | 18  | 2        | 2        | 4        | 4        | —        | —  | —          | —          | —          |            |            |
| 1997–98                        | ディナモ・エカテリンブルク     | RSL                            | 24  | 3        | 5        | 8        | 4        | —        | —  | —          | —          | —          |            |            |
| 1998–99                        | ディナモ・エカテリンブルク     | RSL                            | 22  | 12       | 15       | 27       | 12       | 9        | 3  | 7          | 10         | 10         |            |            |
| 1999–00                        | アクバルス・カザン             | RSL                            | 15  | 1        | 3        | 4        | 4        | —        | —  | —          | —          | —          |            |            |
| 2000–01                        | アクバルス・カザン             | RSL                            | 42  | 9        | 17       | 26       | 10       | 4        | 0  | 1          | 1          | 2          |            |            |
| 2001–02                        | デトロイト・レッドウィングス   | NHL                            | 70  | 11       | 24       | 35       | 4        | 21       | 3  | 3          | 6          | 2          |            |            |
| 2002–03                        | デトロイト・レッドウィングス   | NHL                            | 64  | 12       | 39       | 51       | 16       | 4        | 0  | 0          | 0          | 0          |            |            |
| 2003–04                        | デトロイト・レッドウィングス   | NHL                            | 75  | 30       | 38       | 68       | 35       | 12       | 0  | 6          | 6          | 2          |            |            |
| 2004–05                        | HCディナモ・モスクワ           | RSL                            | 47  | 15       | 17       | 32       | 16       | 10       | 6  | 3          | 9          | 4          |            |            |
| 2005–06                        | デトロイト・レッドウィングス   | NHL                            | 75  | 28       | 59       | 87       | 22       | 5        | 0  | 3          | 3          | 0          |            |            |
| 2006–07                        | デトロイト・レッドウィングス   | NHL                            | 79  | 27       | 60       | 87       | 20       | 18       | 8  | 8          | 16         | 8          |            |            |
| 2007–08                        | デトロイト・レッドウィングス   | NHL                            | 82  | 31       | 66       | 97       | 20       | 22       | 10 | 13         | 23         | 6          |            |            |
| 2008–09                        | デトロイト・レッドウィングス   | NHL                            | 81  | 32       | 65       | 97       | 22       | 16       | 1  | 8          | 9          | 5          |            |            |
| 2009–10                        | デトロイト・レッドウィングス   | NHL                            | 80  | 27       | 43       | 70       | 18       | 12       | 6  | 7          | 13         | 8          |            |            |
| 2010–11                        | デトロイト・レッドウィングス   | NHL                            | 56  | 23       | 36       | 59       | 15       | 11       | 4  | 11         | 15         | 8          |            |            |
| 2011–12                        | デトロイト・レッドウィングス   | NHL                            | 70  | 19       | 48       | 67       | 14       | 5        | 1  | 2          | 3          | 2          |            |            |
| 2012–13                        | HC CSKAモスクワ                | KHL                            | 31  | 11       | 25       | 36       | 4        | —        | —  | —          | —          | —          |            |            |
| 2012–13                        | デトロイト・レッドウィングス   | NHL                            | 47  | 15       | 34       | 49       | 14       | 14       | 3  | 6          | 9          | 4          |            |            |
| 2013–14                        | デトロイト・レッドウィングス   | NHL                            | 45  | 17       | 20       | 37       | 6        | 5        | 3  | 2          | 5          | 0          |            |            |
| 2014–15                        | デトロイト・レッドウィングス   | NHL                            | 63  | 26       | 39       | 65       | 8        | 7        | 3  | 2          | 5          | 2          |            |            |
| 2015–16                        | デトロイト・レッドウィングス   | NHL                            | 66  | 16       | 33       | 49       | 14       | 5        | 0  | 0          | 0          | 4          |            |            |
| NHL合計                        | NHL合計                        | NHL合計                        | 953 | 314      | 604      | 918      | 228      | 157      | 42 | 71         | 113        | 55         |            |            |
| RSL(ロシアスーパーリーグ) 合計 | RSL(ロシアスーパーリーグ) 合計 | RSL(ロシアスーパーリーグ) 合計 | 168 | 42       | 60       | 102      | 50       | 23       | 9  | 11         | 20         | 16         |            |            |

### 国際大会での成績
| 年         | チーム     | 大会           | 成績       |    | GP | G  | A  | Pts | PIM |
| ---------- | ---------- | -------------- | ---------- | -- | -- | -- | -- | --- | --- |
| 2001       | ロシア     | 世界選手権     | 6位        | 7  | 0  | 4  | 4  | 0   |     |
| 2002       | ロシア     | オリンピック   | 3          | 6  | 1  | 2  | 3  | 0   |     |
| 2003       | ロシア     | 世界選手権     | 7位        | 7  | 1  | 4  | 5  | 0   |     |
| 2004       | ロシア     | ワールドカップ | 5位        | 4  | 1  | 0  | 1  | 0   |     |
| 2005       | ロシア     | 世界選手権     | 3          | 9  | 3  | 4  | 7  | 0   |     |
| 2006       | ロシア     | オリンピック   | 4位        | 8  | 1  | 7  | 8  | 10  |     |
| 2010       | ロシア     | オリンピック   | 6位        | 4  | 1  | 2  | 3  | 2   |     |
| 2010       | ロシア     | 世界選手権     | 2          | 6  | 6  | 1  | 7  | 0   |     |
| 2012       | ロシア     | 世界選手権     | 1          | 10 | 3  | 4  | 7  | 2   |     |
| 2014       | ロシア     | オリンピック   | 5位        | 5  | 2  | 4  | 6  | 0   |     |
| 2016       | ロシア     | 世界選手権     | 3          | 10 | 1  | 10 | 11 | 0   |     |
| シニア合計 | シニア合計 | シニア合計     | シニア合計 | 76 | 20 | 42 | 62 | 14  |     |

### 記録
- NHLオールスターゲーム選出：4回（2004年、2008年、2009年、2012年）

### 代表歴
ロシア代表
- 2001年アイスホッケー選手権ロシア代表
- 2002年オリンピック男子アイスホッケーロシア代表
- 2003年アイスホッケー選手権ロシア代表
- 2004 ワールドカップ・オブ・ホッケー ロシア代表
- 2005年アイスホッケー世界選手権ロシア代表
- 2006年オリンピック男子アイスホッケーロシア代表
- 2010年オリンピック男子アイスホッケーロシア代表
- 2010年アイスホッケー世界選手権ロシア代表
- 2012年アイスホッケー世界選手権ロシア代表
- 2014年オリンピック男子アイスホッケーロシア代表
- 2016年アイスホッケー世界選手権ロシア代表

OAR
- 2018年オリンピックアイスホッケーOAR代表